# Йохан Георг фон Золмс-Зоненвалде
Йохан Георг фон Золмс-Зоненвалде (на немски: Johann Georg Graf zu Solms-Sonnenwalde; * 9 ноември 1704 в Поух; † 26 януари 1796 в Поух) е граф на Золмс-Зоненвалде-Поух.
Той е син на граф Ото Хайнрих фон Золмс-Зоненвалде (1654 – 1711) и съпругата му Шарлота София фон Крозигк (* 13 август 1664; † 15 ноември 1706), наследничка на Ной-Рьоза, дъщеря на майор-генерал Георг Рудолф фон Крозигк и Хедвиг Сибила фон Волферсдорф.
Той умира в Поух на 26 януари 1796 г. и е погребан там.

## Фамилия
Йохан Георг фон Золмс-Зоненвалде се жени на 26 декември 1728 г. за фрайин Фридерика Шарлота Вилхелмина фон Данкелман († 23 май 1766). Те имат един син, който умира като бебе:
- Георг Фридрих фон Золмс-Зоненвалде (* 26 септември 1729 в Поух; † 19 март 1730 в Поух)